# Amboltprisen
Amboltprisen er en norsk litteraturpris som uddeles af Venelaget Olav H. Hauge. Prisen er på 10.000 norske kroner og den kunstnerligt udformede "Ambolten" som er lavet af billedhuggeren Leif Gjerme. Amboltprisen går til den person som har gjort mest for at udbrede kendskabet til Hauges digte.

## Modtagere
| År   | Modtager       | Ref.  |
| ---- | -------------- | ----- |
| 2014 | Esben Eide     |       |
| 2012 | Bodil Cappelen | [ 1 ] |
| 2010 | Arne Skjerven  | [ 2 ] |
| 2008 | Robert Bly     |       |
| 2006 | Erling Lægreid | [ 3 ] |
| 2004 | Jan Erik Vold  |       |
| 2002 | Ola E. Bø      |       |
| 2000 | Idar Stegane   |       |